# 밤이 기울면
밤이 기울면(When Night Is Falling)은 캐나다에서 제작된 패트리샤 로제마 감독의 1995년 드라마, 멜로/로맨스 영화이다. 파스칼 뷔시에르 등이 주연으로 출연하였다.

## 출연

### 주연
- 파스칼 뷔시에르
- 레이첼 크로포드

### 조연
- 헨리 제니
- 데이빗 폭스
- 돈 맥켈러
- 트레이시 라이트
- 클레어 콜터

## 제작진
- 협력프로듀서: 산드라 커닝햄
- 미술: 존 돈더트만
- 의상: 린다 뮈어
- 배역: 데아드르 보웬